# Trevor Misipeka
Trevor Misipeka (Nacido el 17 de junio de 1979) es un jugador profesional de Fútbol Americano bajo techo, oriundo de Temecula, California, Estados Unidos. Actualmente juega para el equipo Quad City Steamwheelers en la Liga Arena Football League.
Es ampliamente conocido por su desempeño en los 100 metros planos en el Campeonato Mundial de Atletismo de 2001 en Edmonton, Canadá, representando a Samoa Americana.  Originalmente pensaba competir en lanzamiento de peso, pero la federación Samoana descubrió que habían cambiado las políticas de la IAAF que permitían competir a atletas de pequeños países sin la marca mínima para clasificar, y ahora solo aplicaban para las pruebas de pista y no para las de campo. Al llegar a los campeonatos, la federación Samoana le comunicó con solo dos días de anticipación que debía correr los 100 metros. Debido a su sobrepeso (133kg), no fue sorpresa su último lugar de su serie, registrando un tiempo de 14"28, más de cuatro segundos detrás del ganador Kim Collins. Fue uno de los peores tiempos jamás vistos en un campeonato mundial.
Fue apodado "Trevor la Tortuga" de manera similar a otros atletas que tuvieron popularidad debido a su pobre desempeño, como Eric "La Anguila" Moussambani.
Después de los campeonatos, terminó sus estudios de negocios en la Universidad Bautista de California y regresó al Fútbol Americano bajo techo, jugando para el equipo San Diego Riptide de 2002 a 2005.